# Фитохимия
Фитохимия (от греч. фито- растение и -химия) — наука, занимающаяся изучением химического состава растений.
Задачи фитохимии – создание высокоэффективных лекарственных препаратов на основе веществ растительного происхождения и экологически чистых средств защиты растений. Другое направление - экологически чистые средства защиты растений.
Фитохимия часто как наука неразрывно связана с фармакогнозией, однако, по количеству и объему задач и целей эта наука несомненно самостоятельна.
Существует понятие «фитохимических групп веществ». Это группы химических соединений, которые являются основными химическими компонентами растений. В зависимости от них растения подразделяют на группы, содержащие:
- слизи (алтей, подорожник)
- эфирные масла (ромашка, анис)
- горечи (полынь, аир)
- кардиотонические гликозиды (наперстянка, строфант)
- сапонины (женьшень, каштан)
- флавоноиды (боярышник, липа)
- дубильные вещества (черника, дуб)
- алкалоиды (гармала, мак)
- витамины (шиповник, земляника)
- иные биологически активные вещества (тыква, лук)[2]

### Видео
- А. Г. Толстиков. «Фитохимия вчера, сегодня, завтра» (недоступная ссылка).  (рус.) // Лекции из телецикла ACADEMIA. — Эфир 13—14 октября 2011 года. — Лекция № 1:  Видео — Лекция № 2:  Видео. На телеканале «Культура».